# Biserica Maica Precistă din Ploiești

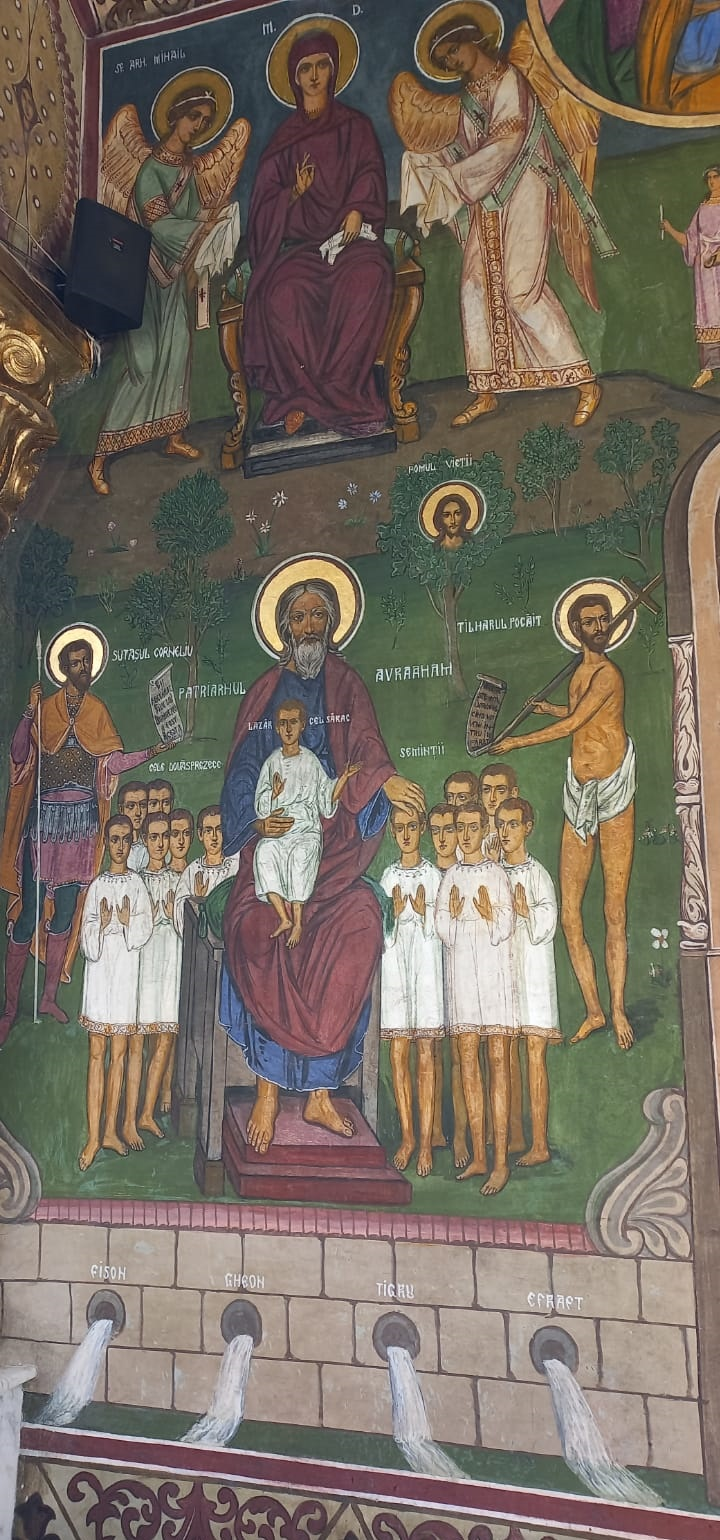
Detaliu de pictură murală a Grădinii Raiului, aflată în pridvorul bisericii

Biserica Maica Precistă din Ploiești are hramul „Adormirea Maicii Domnului” și este unul dintre cele mai însemnate monumente religioase, istorice și de artă din județul Prahova, aparținând patrimoniului local și național. Are mai bine de trei secole de existență si este situată la intersecția străzilor Armoniei, Artei și Mihai Bravul. 
În unele documente, biserica este denumită „Maica Domnului”, „Sfânta Născătoare” sau „Adormirea Precistei”. De-a lungul anilor, a beneficiat de mai multe reparații și restaurări, actualul edificiu, conform pisaniei de deasupra ușii, fiind construit în vremea domnitorului Ioan Alexandru Șutu, la 10 mai 1820.
Are o icoană unică, în care Maica Domnului este reprezentată cu trei mâini. „Maica Domnului cu Pruncul” este realizată dintr-o combinație de aur și argint, iar cea de-a treia mâna apare în colțul din dreapta al icoanei.
Potrivit preotului paroh Ștefan Săvulescu, icoana a fost donată de țarul Alexandru al II-lea al Rusiei, în timpul războiului ruso-româno-turc. Se spune că în fața ei au îngenuncheat, de-a lungul timpului, nume importante precum Mihai Eminescu, Mihail Kogălniceanu și chiar regretatul actor Toma Caragiu. 